# 澳門各項紀錄
澳門過往及現在均擁有的本地紀錄，以下為現時的紀錄。

## 地理及建築

### 地理
- 人口密度最高的地區：澳門，平均密度為每平方公里約兩萬零四百人 。
- 人口密度最高的區域：黑沙環，平均密度為每平方公里約十七萬人 。
- 澳門最高點：疊石塘山（172.41米）

### 建築
- 遠東地區第一所西式大學（聖保祿學院）的地方
- 全亞洲第一間以西方醫學救治病患的西式醫院（聖辣非醫院）。
- 中國及澳門首座現代燈塔（東望洋燈塔）。
- 全球最高出入境人次的出入境口岸（關閘邊檢大樓），年均出入境人次達1億以上。
- 澳門最高摩天大樓：澳門旅遊塔（338.03米）

## 交通

### 橋樑
- 全球及澳門首座預應力混凝土雙層主樑斜拉橋（西灣大橋）。
- 全球及澳門最大跨度的雙層混凝土橋樑（西灣大橋）。

### 隧道
- 澳門最長行車隧道：九澳隧道（長約500米）

### 巴士
- 最長行車里程的巴士路線：26（共46.96公里）
- 最短行車里程的巴士路線：31T（共3.45公里）
- 班距最密的巴士路線：33（3-4分鐘）
- 班距最疏的巴士路線：71S（1小時）
- 服務時間最長的巴士路線：101X、701X（24小時運營）
- 服務時間最短的巴士路線：71S（08:00、09:00；只於星期一至五開出兩班）
- 首班車最早的巴士路線：15、17、25、33、51（凌晨5時）
- 首班車最遲的巴士路線：15T（上午11時）
- 末班車最早的巴士路線：71S（早上9時）
- 末班車最遲的巴士路線：AP1（凌晨1時20分）
- 服務日數最少的巴士路線：37T（2天，只在清明節及重陽節兩天服務）
- 停靠站點最多的路線：26（共75站）
- 停靠站點最少的路線：3BX（共1站）
- 歷史最悠久的路線：5（1949年1月1日開辦至今）
- 歷史最短的路線：38（1小時，只曾於2005年8月3日澳門運動場舉行足球邀請賽後1小時提供服務）

### 海上交通
- 全球及澳門規模最大的噴射船隊（噴射飛航）。

### 鐵路
- 全球及澳門最短纜車：松山纜車，全長186米。

### 道路
- 澳門最長道路：友誼大馬路（全長約2900米）[1]
- 澳門最短道路：媽閣第三街（約4.3米）
- 澳門最寬道路：望德聖母灣大馬路（寬約41米）
- 澳門最窄道路：魚網里（0.73米）

## 體育及表演
- 全世界上唯一同時舉行房車賽及電單車賽的街道賽場地：東望洋跑道（澳門格蘭披治大賽車）

## 文化
全球第一個出版英漢字典（華英字典）的地方。

## 其他
全球歷史上首宗商用客機劫機案（澳門小姐事件）。

## 外部連結
1. ↑  . macaostreets.iam.gov.mo.   [2020-09-01]. （原始内容存档于2020-11-25）.